# Kościół św. Wojciecha w Człopie
Kościół św. Wojciecha – kościół, który znajdował się w Człopie, zbudowany w XVII wieku, zniszczony podczas pożaru w 1945 roku.
Była to drewniana świątynia, zbudowana z sosnowego drewna. Nie posiadał wieży. Miał małe prezbiterium. Kryty gontem. Zwany był kościołem leśnym, ze względu na miejsce położenia. Położony był przy ścieżce do lasu. Na dachu była mała sygnaturka. W 1730 roku remontowany. W 1735 roku zrobiono nowe stropy. W 1750 roku konsekrowany. W 1772 roku we władaniu Prusaków. W 1790 roku zamieniony na ewangelicką świątynię śś. Piotra i Pawła. W 1918 roku konsekrowany na św. Wojciecha. W 1939 ewangelicki. Spłonął w 1945 roku.